# Cheang Cheng Ieong
Cheang Cheng Ieong (en chino: 鄭正揚; Macao; 18 de agosto de 1984) es un futbolista de macaense. Juega de centrocampista y su equipo actual es el CD Monte Carlo de la Primera División de Macao. Fue internacional absoluto por la selección de Macao entre 2006 y 2018, con la que disputó 51 encuentros.

### Selección nacional
Jugó para Macao de 2006 a 2018 donde disputó 51 partidos, siendo la mayor cantidad de partidos con la selección nacional.

## Clubes
| Club              | País  | Año           |
| ----------------- | ----- | ------------- |
| CD Monte Carlo    | Macao | 2005-2008     |
| Windsor Arch Ka I | Macao | 2009-2010     |
| GD Lam Pak        | Macao | 2010          |
| CD Monte Carlo    | Macao | 2010-presente |

## Palmarés

### Títulos nacionales
| Título                    | Club           | País  | Año  |
| ------------------------- | -------------- | ----- | ---- |
| Primera División de Macao | CD Monte Carlo | Macao | 2013 |
| Primera División de Macao | CD Monte Carlo | Macao | 2010 |
| Primera División de Macao | CD Monte Carlo | Macao | 2008 |
| Copa de Macao             | CD Monte Carlo | Macao | 2009 |